# Industrial Records
Industrial Records fue un sello discográfico creado en 1976 por el grupo de música y performance Throbbing Gristle. El grupo, liderado por Genesis P-Orridge, Cosey Fanni Tutti, Chris Carter y Peter Christopherson, comenzaron a publicar sus experimentos de sonido y contenidos multimedia en este sello, además de acoger a otros artistas situados generalmente en la periferia de la industria musical. 
El sello dio nombre al género de la música industrial.

## Discografía
- IR 0002 - Throbbing Gristle - The Second Annual Report (LP)
- IR 0003 - Throbbing Gristle - United/Zyklon B Zombie (7")
- IR 0004 - Throbbing Gristle - D.o.A: The Third and Final Report (LP)
- IR 0005 - Monte Cazazza - To Mom on Mother's Day (7")
- IR 0006 - The Leather Nun - Slow Death EP (7")
- IR 0007 - Thomas Leer & Robert Rental - The Bridge (LP)
- IR 0008 - Throbbing Gristle - 20 Jazz Funk Greats (LP)
- IR 0009 - Throbbing Gristle - Heathen Earth (LP)
- IR 0010 - Monte Cazazza - Something For Nobody (7")
- IR 0011 - Surgical Penis Klinik - Meat Processing Section (7")
- IR 0012 - Elisabeth Welch - Stormy Weather (7")
- IR 0013 - Throbbing Gristle - Subhuman/Something Came Over Me (7")
- IR 0014 - Dorothy - I Confess (7")
- IR 0015 - Throbbing Gristle - Adrenalin/Distant Dreams (Part Two) (7")
- IR 0016 - William S. Burroughs - Nothing Here Now But The Recordings (LP)
- IRC 00 - Throbbing Gristle - Best Of.... Volume I (Cass)
- IRC 01 - Throbbing Gristle - Best Of.... Volume II (Cass)
- IRC 02 - Throbbing Gristle - At the ICA London (Cass)
- IRC 04 - Throbbing Gristle - At the Nag's Head, High Wycombe (Cass)
- IRC 05 - Throbbing Gristle - At the Brighton Polytechnic (Cass)
- IRC 06 - Throbbing Gristle - At Nuffield Theatre, Southampton (Cass)
- IRC 07 - Throbbing Gristle - At the Rat Club (Cass)
- IRC 08 - Throbbing Gristle - At the Highbury Roundhouse (Cass)
- IRC 09 - Throbbing Gristle - At the Art School Winchester (Cass)
- IRC 10 - Throbbing Gristle - At the Rat Club The Valentino Rooms (Cass)
- IRC 11 - Throbbing Gristle - At the Brighton Polytechnic (Cass)
- IRC 12 - Throbbing Gristle - At the Architectural Association (Cass)
- IRC 13 - Throbbing Gristle - At Goldsmith's College (Cass)
- IRC 14 - Throbbing Gristle - At the Industrial Training College (Cass)
- IRC 15 - Throbbing Gristle - At the London Film Makers Co-Op (Cass)
- IRC 16 - Throbbing Gristle - At the Crypt Club (Cass)
- IRC 17 - Throbbing Gristle - At Centro Iberico (Cass)
- IRC 18 - Throbbing Gristle - At Ajanta Cinema (Cass)
- IRC 19 - Throbbing Gristle - At Now Society (Cass)
- IRC 20 - Throbbing Gristle - At the Factory (Cass)
- IRC 21 - Throbbing Gristle - At Guild Hall (Cass)
- IRC 22 - Throbbing Gristle - At The Y.M.C.A. (Cass)
- IRC 23 - Throbbing Gristle - Pastimes/Industrial Muzak (Cass)
- IRC 24 - Throbbing Gristle - At Butlers Wharf (Cass)
- IRC 25 - Throbbing Gristle - At Leeds Fan Club (Cass)
- IRC 26 - Throbbing Gristle - At Scala Cinema (Cass)
- IRC 27 - The Leather Nun - At Scala Cinema, London/Music Palais Kungsgatan (Cass)
- IRC 28 - Monte Cazazza - At Leeds Fan Club/Scala, London/Oundle School (Cass)
- IRC 29 - Throbbing Gristle - At Goldsmiths College (Cass)
- IRC 30 - Throbbing Gristle - At Oundle Public School (Cass)
- IRC 31 - Clock DVA - White Souls In Black Suits (Cass)
- IRC 32 - Chris Carter - The Space Between (Cass)
- IRC 33 - Throbbing Gristle - At Sheffield University (Cass)
- IRC 34 - Richard H. Kirk - Disposable Half-Truths (Cass)
- IRC 35 - Cabaret Voltaire - 1974 - 1976 (Cass)
- (none) - Throbbing Gristle - The Taste of TG (CD)
- (none) - Throbbing Gristle - TG Now (CD)
- (none) - Throbbing Gristle - Live December 2004 A Souvenir of Camber Sands (2xCDr)
- IR 2009/4 - Throbbing Gristle - The Third Mind Movements (CD)